# 轴脉蕨属
轴脉蕨属（学名：Ctenitopsis）为叉蕨科的一个属。

## 下属物种
本属包括以下物种：
- 中华轴脉蕨 Ctenitopsis chinensis Ching & Chu H. Wang